# ラジオNIKKEI根室送信所

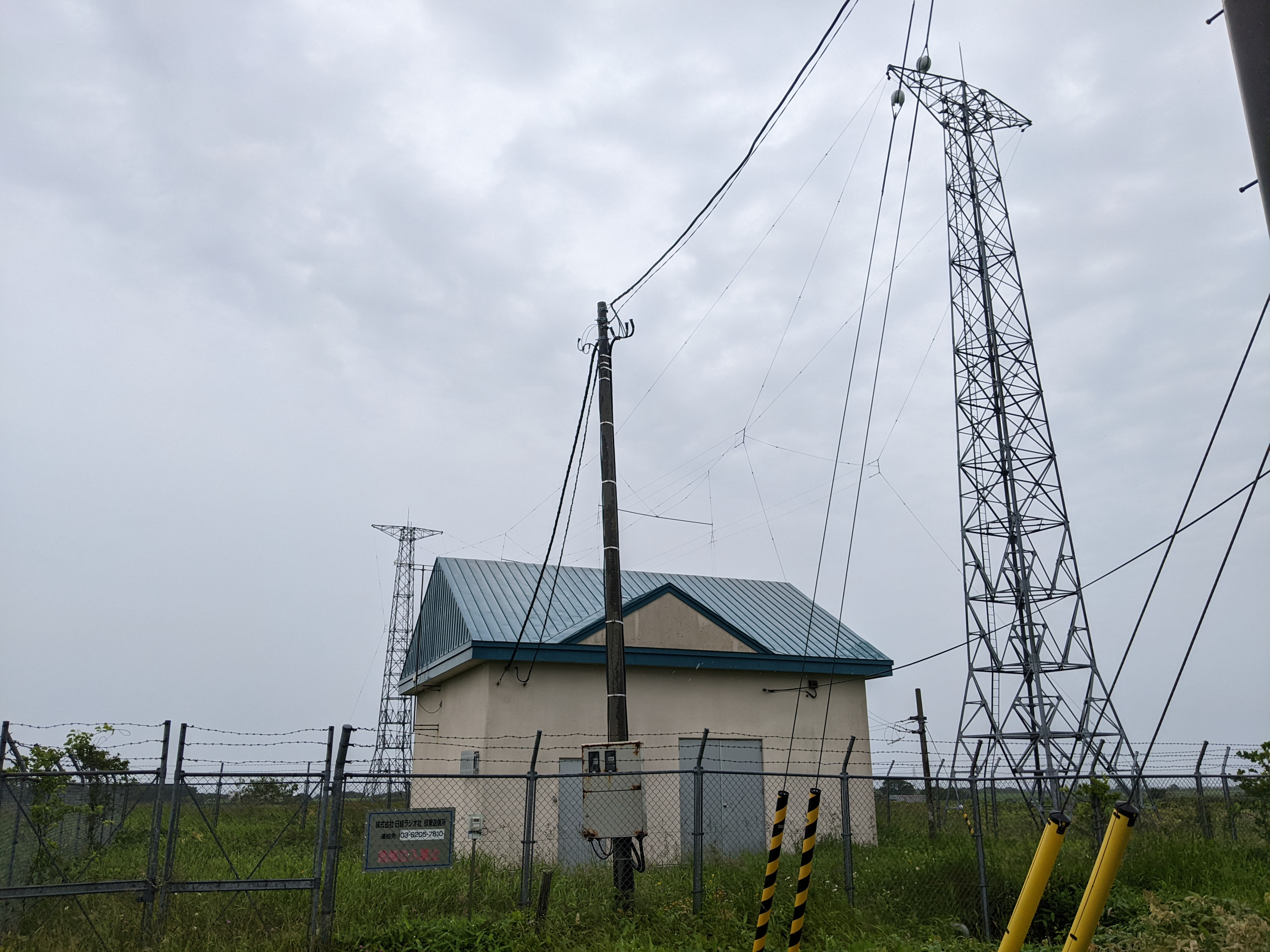
根室送信所外観

ラジオNIKKEI根室送信所（ラジオニッケイねむろそうしんしょ）は、北海道根室市に所在する、日経ラジオ社（ラジオNIKKEI）の送信所。1996年10月17日開局。

## 概要

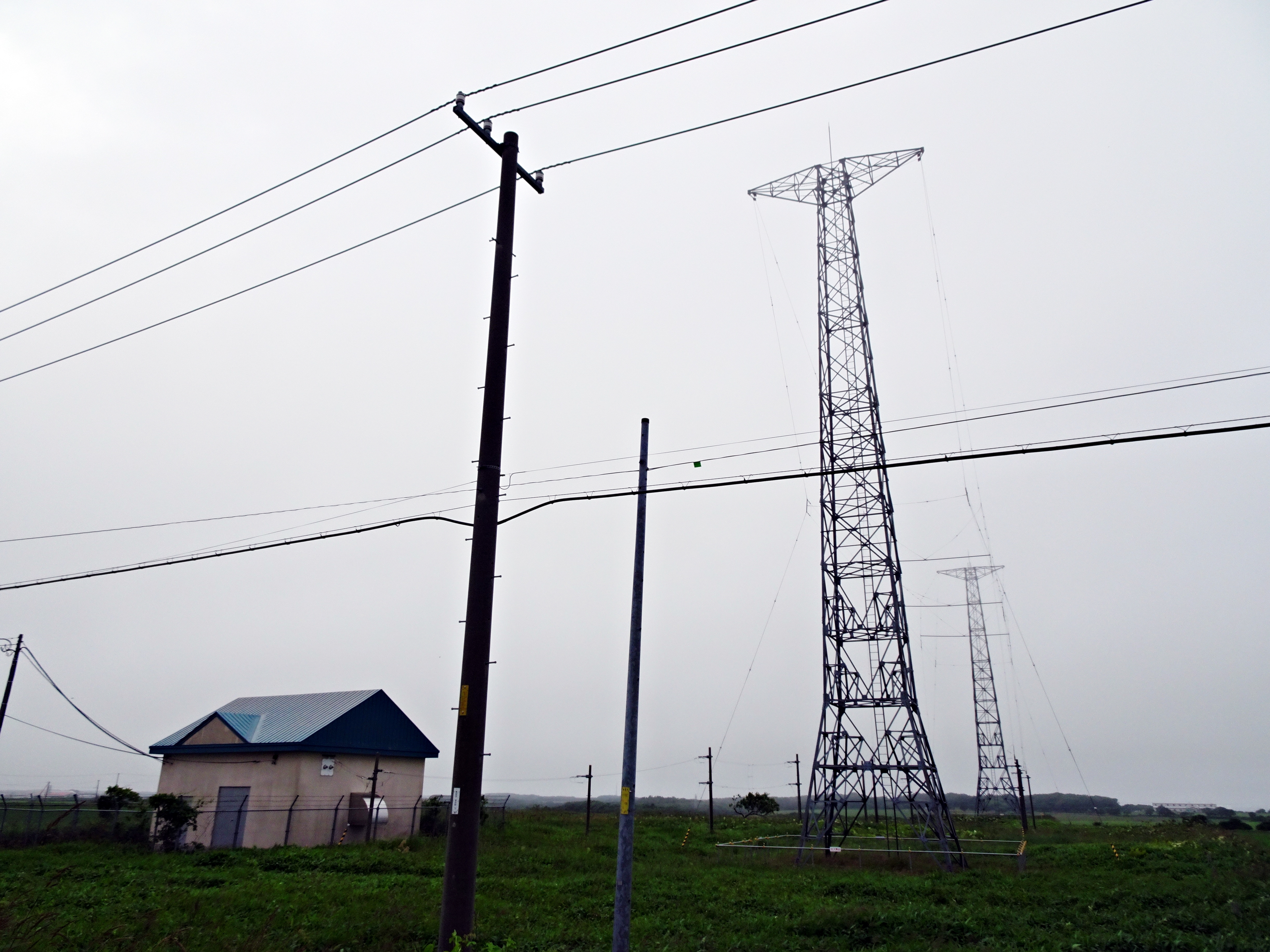
送信所のアンテナ

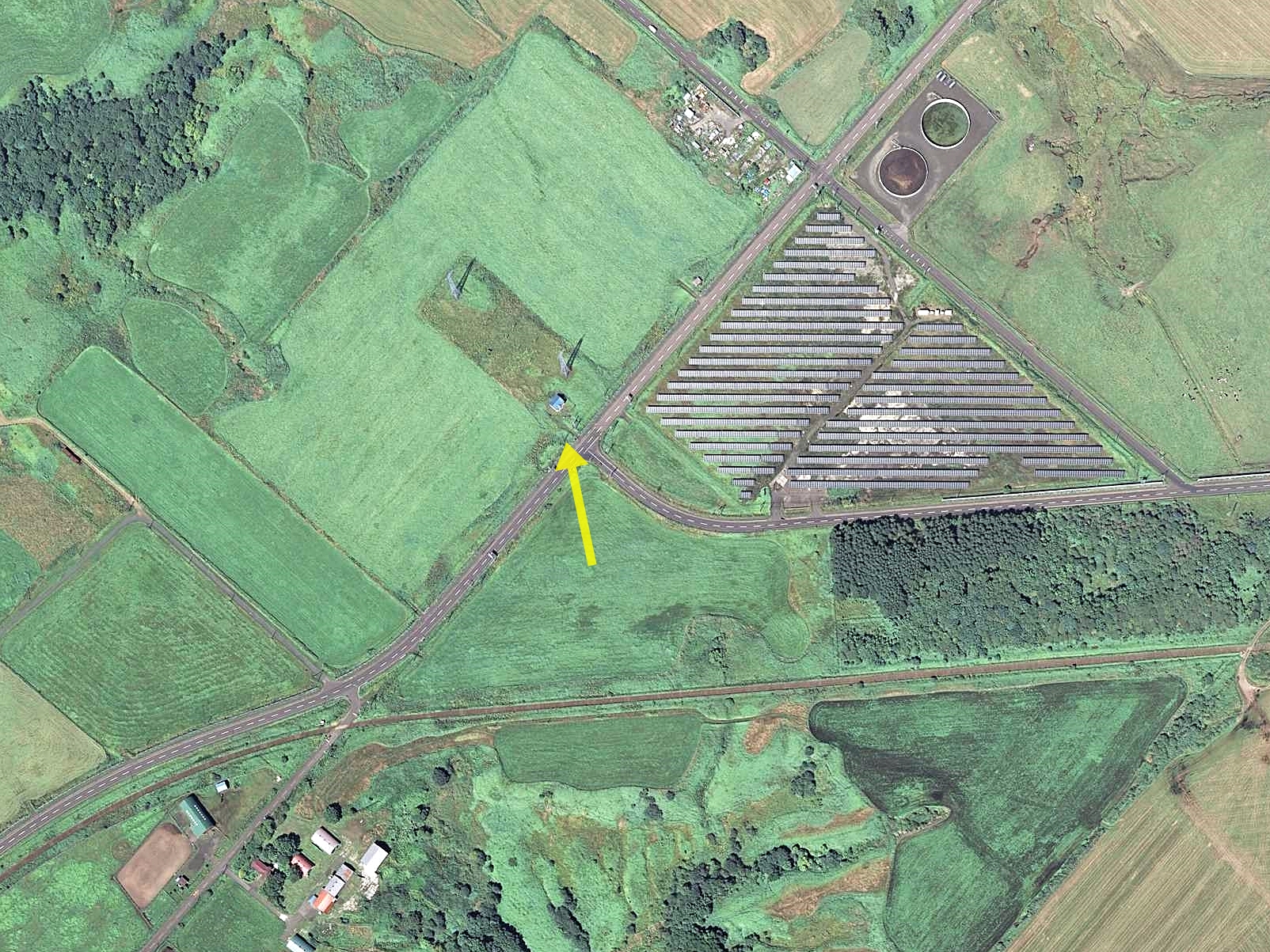
ラジオNIKKEI根室送信所の空中写真（2019年9月）。黄色の矢印で示した先が送信所建屋。

- 北海道根室市東和田261番地（北海道道142号根室浜中釧路線（東部開発 根室ハマテラスソーラー発電所 西方）、日本電信電話和田無線受信跡地）に所在し、反射器付アンテナを用いて南西に指向性をもたせて送信している（ロシア方向の輻射を抑制）。
- 首都圏の冬期受信環境改善、夜間のスキップ現象対策で設置された。

## 送信施設概要
| 放送局名                        | 呼出符号 | 周波数 （MHz） | 空中線電力 | 放送対象地域             | 放送時間帯                | 備考                                    |
| ------------------------------- | -------- | -------------- | ---------- | ------------------------ | ------------------------- | --------------------------------------- |
| 日経ラジオ社 通称｢ラジオNIKKEI｣ | JOZ4     | 3.925          | 10kW       | 東日本および首都圏補完用 | 7:00 - 8:00 17:00 - 24:00 | 第1放送（呼出符号：JOZ） 同一周波数送信 |

- 送信機：日本電気 HFB-7840C（1989年製） - ラジオたんぱ札幌送信所から移設

送信可能周波数範囲3.2〜15.6MHz、終段プレート変調、強制空冷四極管4CX15000A×3（プレート損失15000W、フィラメント電圧5V、フィラメント電流38.5A、使用可能周波数150MHz、重量0.85kg）、変調用強制空冷四極管4CX5000A×2（プレート損失5000W、フィラメント電圧7.5V、フィラメント電流75A、使用可能周波数220MHz、重量4.3kg）
AF入力600Ω（0dBm）、RF出力50Ω、音声周波数特性+/-1.5dB30〜10000Hz（50%変調時）、歪率3%以下（95%変調時、50〜7500Hz）、大きさ縦200cm×横200cm×奥行き100cm
- 空中線：反射器付支線式折り返し水平ダイポール×2列1段　指向性送信

## 沿革
- 1996年（平成8年）
  - 3月31日 - 日本電信電話札幌栄町送信所廃止に伴い、ラジオたんぱ札幌送信所（JOZ4　3.925MHz　10kW）廃止。
  - 10月17日 - 日本電信電話和田無線受信所跡の現在地に移転し、再開。遠隔制御による無人運用。
- 2018年（平成30年）
  - 9月 - 北海道胆振東部地震ブラックアウトの影響を受け、6日 6:55から翌7日 16:50まで停波した[1]。
  - 10月1日 - 経費削減のため、通常時8時から17時までの運用停止に踏み切る。